# Alice Whitty
Alice Whitty, född 24 mars 1934, död 7 januari 2017, var en kanadensisk friidrottare. Hon deltog vid olympiska sommarspelen 1952 och olympiska sommarspelen 1956.